# Nioboixiolita-(Mn²⁺)
La nioboixiolita-(Mn²⁺) és un mineral de la classe dels òxids que pertany al grup de la ixiolita.

## Característiques
La nioboixiolita-(Mn²⁺) és un òxid de fórmula química (Nb0,67Mn²⁺0,33)O₂. Va ser aprovada com a espècie vàlida per l'Associació Mineralògica Internacional l'any 2022 i publicada l'any següent. Cristal·litza en el sistema ortoròmbic. És l'anàleg de la ixiolita-(Mn²⁺) amb niobi dominant.
L'exemplar que va servir per a determinar l'espècie, el que es coneix com a material tipus, es troba conservat a les col·leccions del Museu Mineralògic Fersmann, de l'Acadèmia de Ciències de Rússia, a Moscou (Rússia), amb el número de registre: 5721/1.

## Formació i jaciments
Va ser descoberta en un filó de la pegmatita Sosedka, al camp de pegmatites de Malkhan, a Krasnyi Chikoy (Krai de Zabaikàlie, Rússia), sent aquest l'únic indret de tot el planeta on ha estat descrita aquesta espècie mineral.